# Chris Elliott
Christopher Nash "Chris" Elliott (Nova Iorque, 31 de maio de 1960) é um ator, comediante e escritor americano.

## Filmografia
| Ano       | Filme                                    | Papel                     | Notas |
| --------- | ---------------------------------------- | ------------------------- | ----- |
| 1983      | Lianna                                   | Assistente de Iluminação  |       |
| 1984      | Hyperspace                               | Hooper                    |       |
| 1985      | My Man Adam                              | Mr. Spooner               |       |
| 1986      | Manhunter                                | Zeller                    |       |
| 1986      | FDR: A One Man Show                      | Franklin Delano Roosevelt | TV    |
| 1987      | Action Family                            | Chris                     | TV    |
| 1989      | The Abyss                                | Bendix                    |       |
| 1989      | New York Stories                         | Robber                    |       |
| 1992      | Medusa: Dare to Be Truthful              | Andy                      | TV    |
| 1993      | The Travelling Poet                      | Alan Squire               |       |
| 1993      | CB4                                      | A. White                  |       |
| 1993      | Groundhog Day                            | Larry                     |       |
| 1994      | Cabin Boy                                | Nathanial Mayweather      |       |
| 1994      | Poolside Ecstasy                         | The Pool Boy              |       |
| 1994      | Housewives: The Making of the Cast Album | Chris the Diva            |       |
| 1995      | The Barefoot Executive                   | Jase Wallenberg           | TV    |
| 1996      | Kingpin                                  | The Gambler               |       |
| 1998      | There's Something About Mary             | Dom Woganowski            |       |
| 2000      | The Sky is Falling                       | Santa Claus               |       |
| 2000      | Nutty Professor II: The Klumps           | Garçom                    |       |
| 2000      | Snow Day                                 | Roger (The Snow Plow Guy) |       |
| 2001      | Osmosis Jones                            | Bob                       |       |
| 2001      | Scary Movie 2                            | Hanson                    |       |
| 2006      | Scary Movie 4                            | Ezekiel                   |       |
| 2007      | Thomas Kinkade's Home for Christmas      | Ernie Trevor              |       |
| 2007      | I'll Believe You                         | Eugene the Gator Guy      |       |
| 2009      | Dance Flick                              | Ron                       |       |
| 2011-2012 | Eagleheart                               | Chris Monsanto            |       |